# Метростанция „Хаджи Димитър“
„Хаджи Димитър“ е най-източната крайна станция на линия М3 на Софийското метро. Открита е на 26 август 2020 г. като част от участъка „Хаджи Димитър“ – „Красно село“.

## Местоположение
Станция „Хаджи Димитър“ е разположена под южното пътно платно на бул. „Владимир Вазов“, до едноименния жилищен квартал. Тя е с един централен вестибюл и има вход/изходи на южния и северния тротоар на бул. „Владимир Вазов“. Южният вход/изход е допрян до основната конструкция на станцията. Любопитен детайл на тази станция е, че до северния вход/изход се достига по пешеходен подлез, преминаващ под река Перловска (както е при станциите „Орлов мост“ и „Театрална“). Станцията е със странични перони. Дълги са 105 m, а широчината им е по 4,5 m.
| № | Име на вход/изход  | Достъпност          |
| - | ------------------ | ------------------- |
| 1 | ж.к. Хаджи Димитър | ескалатор, асансьор |
| 2 | ж.к. Сухата река   | ескалатор, асансьор |

## Архитектурно оформление
Архитект е Константин Косев. Архитектурното разпределение на станцията включва две нива. На едното е разположен входният вестибюл и касовата му зала, свързани с вход/изходите на станцията, разположени на тротоарите от двете страни на бул. „Владимир Вазов“. Връзката на вестибюлното ниво с двата странични перона на перонното ниво се извършва с по две стълбища, по един ескалатор и един асансьор на всеки перон. Асансьори има и към вход/изходите за връзка на вестибюлното ниво с повърхността. По този начин станцията има 100% достъпност от всички вход/изходи и нива за хора в неравностойно положение.
Близостта на Перловската река обагря предимно в синьо станцията. Архитектурното оформление е решено чрез подови настилки от усилен бежов гранитогрес, стените са с облицовки от светлобежов и светлосин гранитогрес, изпълнени във вид на наклонени фигури, с широки фуги от еталбонд.

## Връзки с градския транспорт

### Автобусни линии
Метростанция „Хаджи Димитър“ се обслужва от 5 автобусни линии от дневния градски транспорт и 1 линия от нощния транспорт:
- Автобусни линии от дневния транспорт: 78, 79, 90, 100, 120
- Автобусни линии от нощния транспорт: N3

### Тролейбусни линии
Метростанция „Хаджи Димитър“ се обслужва от 4 тролейбусни линии:
- Тролейбусни линии: 1, 2, 3, 4